# Saint Louis Art Museum

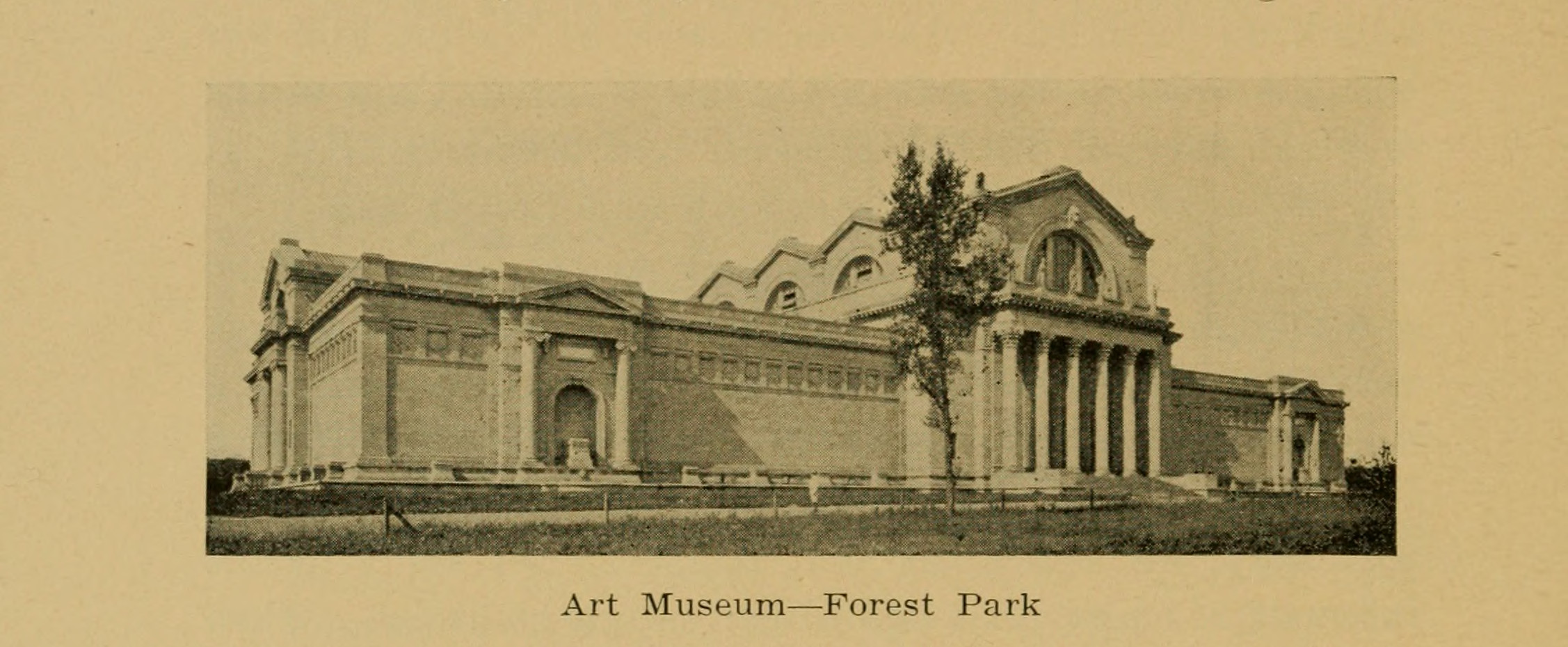

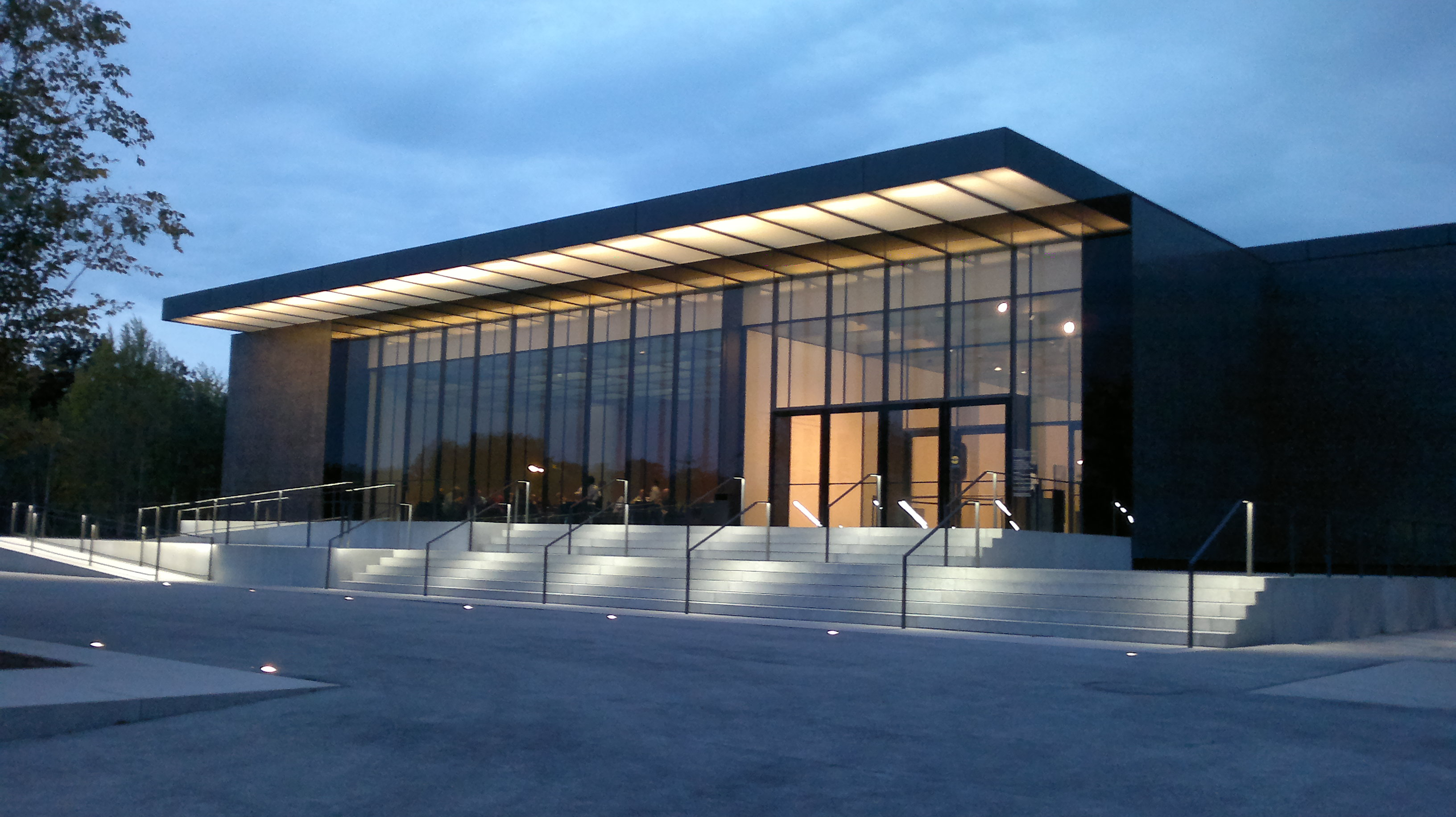
Oostvleugel, een gebouw van David Chipperfield

De Saint Louis Art Museum is een kunstmuseum gelegen in de stad Saint Louis (Missouri) en bezit schilderijen, beeldhouwwerken, culturele voorwerpen en oude meesterwerken uit alle hoeken van de wereld.

## Geschiedenis
Het vorige kunstmuseum behoorde toe aan de Washington-universiteit te Saint Louis en bevond zich in op het Lucas Place (nu Locust Street). Het was een tentoonstellingsruimte voor de kunststudenten. Na de Louisiana Purchase Exposition, de wereldtentoonstelling van 1904, gehouden in het Forest Park, kwam het Palace of Fine Arts, een gebouw van architect Cass Gilbert, dat was gebaseerd de Thermen van Caracalla te Rome, leeg te staan. De toenmalige rector van de universiteit, Halsey Ives, vroeg aan de stad toestemming om het gebouw te behouden als stadsmuseum, wat gebeurde.
In de jaren vijftig breidde het museum uit met een zaal voor films, concerten en lezingen. In 1971 kwam het Metropolitan Zoological Park and Museum District erbij en in 1972 kreeg het museum zijn huidige naam Saint Louis Art Museum.
De Britse architect David Chipperfield ontwierp het gebouw voor de uitbreiding van het museum, dat zijn deuren opende in 2013.

## Collectie
De collectie van het Saint Louis Art Museum bevat meer dan 34.000 voorwerpen, van de oudheid tot het heden. De collectie is onderverdeeld in negen departementen.
- 1 Kunst van de Verenigde Staten
- 2 Oud-Egyptische kunst
- 3 Afrikaanse kunst, kunst uit Oceanië en kunst van de inheemse bevolking van Noord-Amerika
- 4 Aziatische kunst
- 5 Decoratieve kunst en design
- 6 Europese kunst voor 1800
- 7 Islamitische kunst
- 8 Moderne kunst en Hedendaagse kunst
- 9 Drukkunst, gravures en fotografie

## Galerij

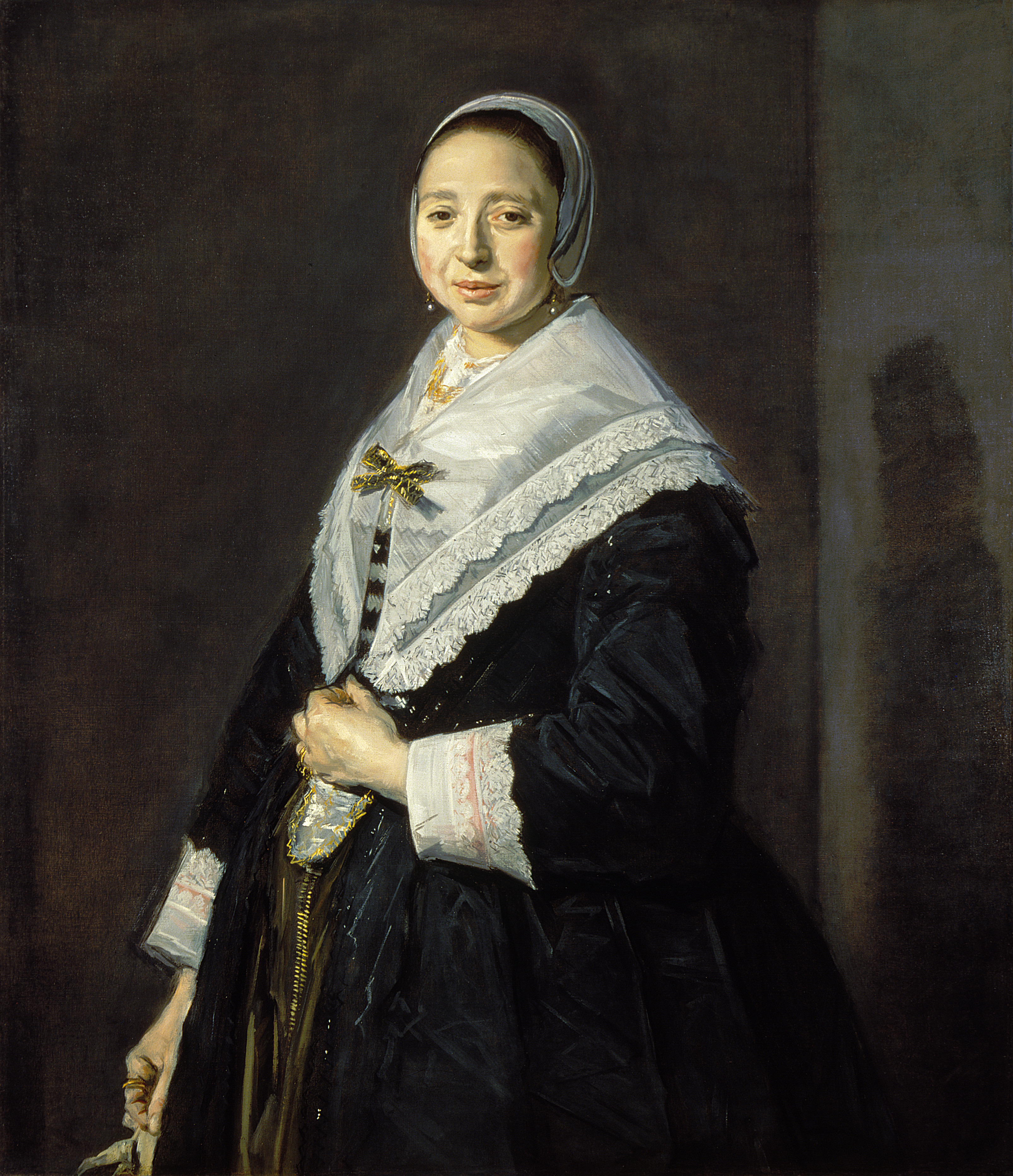
Frans Hals, Portret, 1650
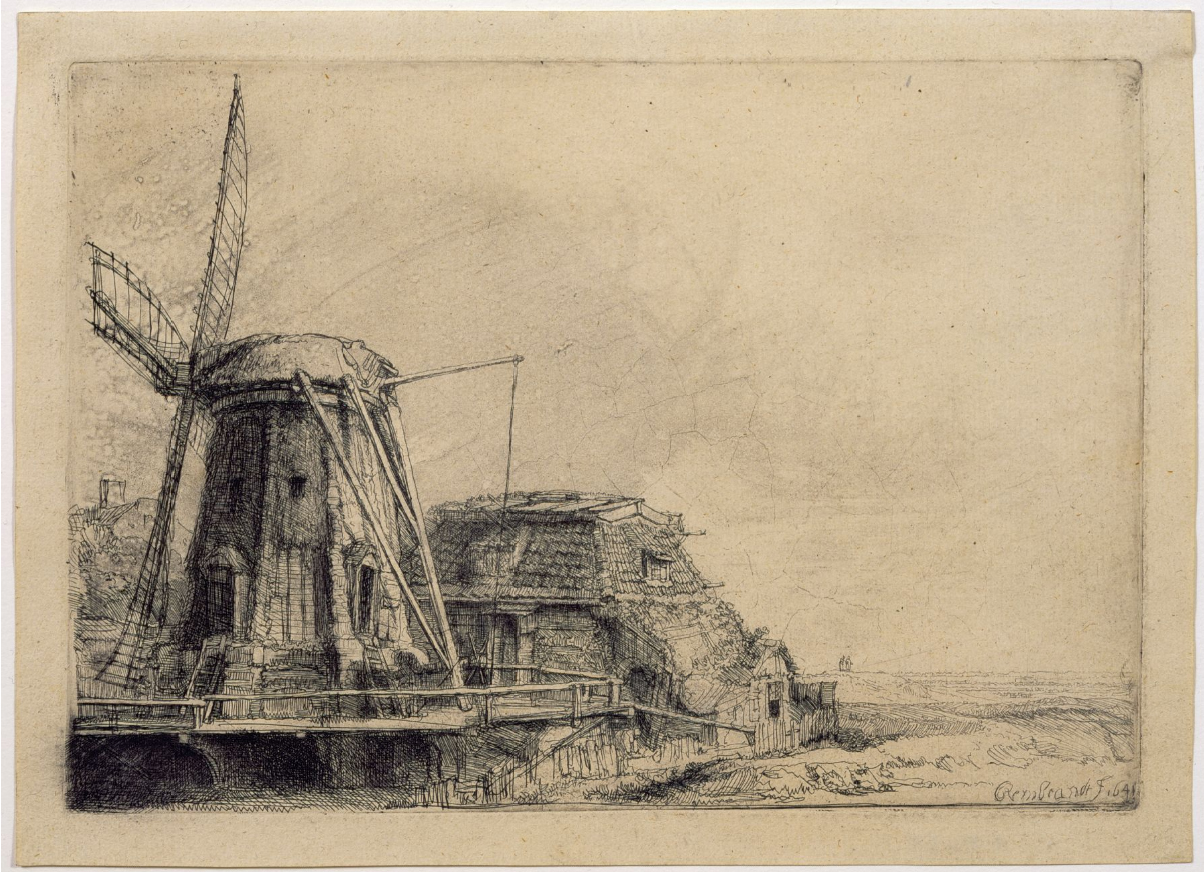
Rembrandt van Rijn, Windmolen, 1641
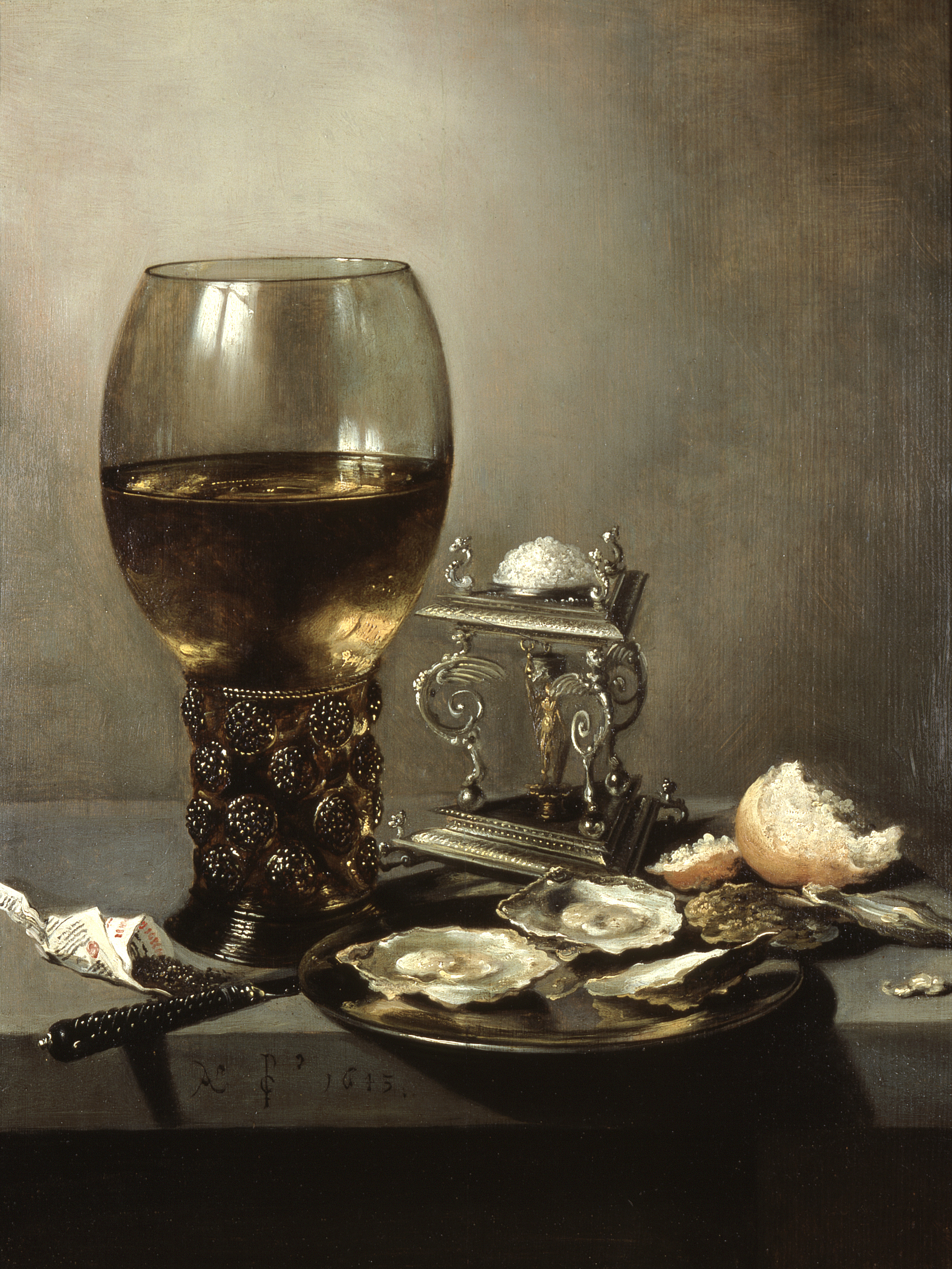
Pieter Claesz, Stilleven, 1643
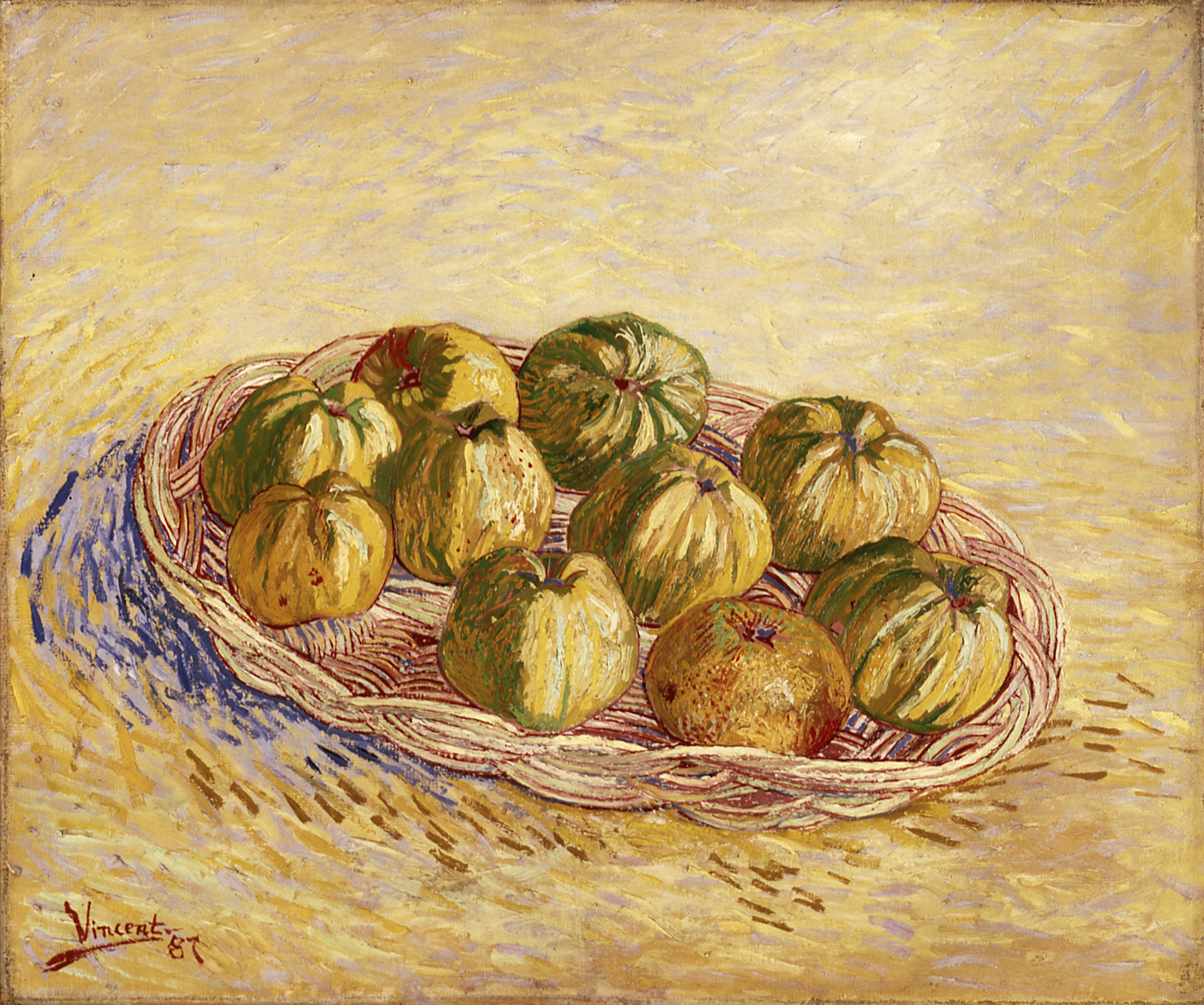
Vincent van Gogh, Appelmand, 1887